# ArcelorMittal
ArcelorMittal este o companie multinațională, cu sediul în Luxemburg, și cel mai mare producător de oțel din lume. Avându-l ca președinte și CEO pe Lakshmi Mittal, compania are 310.000 de angajați în 60 de țări. Compania a fost creată în mai 2006 prin fuziunea dintre Mittal Steel și Arcelor.
Producția companiei în anul 2007 a fost 116 milioane tone de oțel, reprezentând 10% din producția mondială.

## Istorie
ArcelorMittal a fost formată în urma achiziționării Arcelor de către Mittal Steel; Mittal Steel a fost la rândul său formată în urma fuziunii dintre ISPAT International și LNM Holdings. Istoria companiei datează din 1976.

### 2006-2008: Formare și retrocedări
ArcelorMittal a fost creată prin preluarea producătorului de oțel din Europa de Vest Arcelor (Spania, Franța și Luxemburg) de către producătorul multinațional de oțel Mittal Steel , în 2006, la un cost de 40,37 euro pe acțiune, adică aproximativ 33 de miliarde de dolari în total. Mittal Steel a lansat o ofertă de preluare ostilă, care a înlocuit o fuziune planificată anterior între Arcelor și Severstal care nu primise suficientă aprobare din partea acționarilor.
Întreprinderea rezultată în urma fuziunii a fost denumită ArcelorMittal și a avut sediul central în Luxemburg. Firma rezultată producea aproximativ 10% din oțelul mondial și era de departe cea mai mare companie siderurgică din lume. În 2007, veniturile totale au fost de 105 miliarde de dolari.
În februarie 2008, compania avea 320.000 de angajați în 60 de țări. În octombrie 2008, capitalizarea de piață a ArcelorMittal era de peste 30 de miliarde de dolari, după ce a atins un vârf de 32,5 miliarde de dolari în septembrie 2008. La sfârșitul anului 2008, compania a raportat un venit operațional de aproximativ 12 miliarde de dolari.
În mai 2008, compania a plătit 604 milioane dolari australieni pentru o participație de 15% din compania australiană Macarthur Coal. În decembrie 2008, ArcelorMittal a anunțat închiderea mai multor fabrici, inclusiv a fabricii Bethlehem Steel din Lackawanna, New York, și LTV Steel din Hennepin, Illinois. După achiziționarea de Kryvorizhstal, cel mai mare producător de oțel din Ucraina, numărul de angajați a fost redus de la 57.000 la 30.000.

### 2011-2014: Pierderi și acordul cu Senegal
În 2010, venitul operațional al companiei a scăzut la 4,9 miliarde de dolari, vânzările scăzând cu 10% față de anul precedent, iar veniturile scăzând cu 50%, pe fondul prăbușirii prețurilor la oțel. În 2011, compania a început să-și reducă producția europeană pentru a se alinia la cererea redusă de oțel. De asemenea, a vândut Skyline Steel și Astralloy unui rival, Nucor, pentru 605 milioane de dolari. La 26 ianuarie 2011, divizia de oțel inoxidabil s-a desprins ca o nouă companie, Aperam. Începând cu 2012, din cauza supracapacității și a cererii reduse din Europa, a oprit 9 din cele 25 de furnale înalte; în octombrie 2012 a închis definitiv două furnale înalte la Florange, Franța. La 31 octombrie 2012, compania a raportat o pierdere de 709 milioane de dolari în al treilea trimestru, față de un profit de 659 milioane de dolari în aceeași perioadă a anului trecut, invocând încetinirea economiei chineze. În 2012, ArcelorMittal avea datorii de 22 de miliarde de dolari.

## Compania
Cifra de afaceri în anul 2010: 78 miliarde USD.

### ArcelorMittal în România
În România, ArcelorMittal a deținut combinatele de la Galați și Hunedoara (fostele mari combinate siderurgice - Sidex Galați și Siderurgica Hunedoara), producătorii de țevi din Roman și Iași (Petrotub Roman și Tepro Iași), operatorul portuar Romportmet Galați precum și filiala locală a companiei de construcții ArcelorMittal Construction.

### Sidex Galați
Combinatul siderurgic de la Galați — Sidex — a fost cumpărat de LNM Holdings NV în noiembrie 2001, de la statul român. Valoarea tranzacției a fost de 70 de milioane de dolari.Tranzacția a inclus angajamente investiționale de 351 milioane de dolari și un capital de lucru de 100 milioane de dolari. Începând cu 2004, Mittal Steel Galați este parte a Mittal Steel, companie formată prin fuziunea companiilor LNM Holdings NV și Ispat International N. V.
La momentul privatizării, compania producea pierderi de 1 milion de dolari pe zi, datorită căpușării.
Dezcăpușarea a adus combinatul la profit în doi ani după privatizare, fără ca proprietarul să facă investiții semnificative. ArcelorMittal Galați avea în  mai 2008 13.650 de salariați, iar producția realizată în 2007 a fost de 4,4 milioane de tone de oțel lichid. În momentul privatizării, în 2001, unitatea siderurgică număra 27.000 de angajați.

## Produse și activități
Compania este implicată în cercetare și dezvoltare, minerit și oțel. În 2016, ArcelorMittal a produs aproximativ 90 de milioane de tone de oțel. În mai 2017, compania a fabricat 200 de clase unice de oțel pentru industria automobilă, dintre care jumătate au fost introduse începând cu 2007. Printre varietățile de oțel se numără Usibor 2000, pe care compania l-a anunțat în iunie 2016 și l-a lansat mai târziu în același an. La momentul lansării, s-a spus că oțelul de înaltă rezistență pentru automobile era cu aproximativ o treime mai puternic decât alte oțeluri disponibile la acea vreme pentru construcția de automobile.